# Cantó de Sarzeau
El cantó de Sarzeau (bretó Kanton Sarzhav) és una divisió administrativa francesa situat al departament d'Ar Mor-Bihan a la regió de Bretanya.

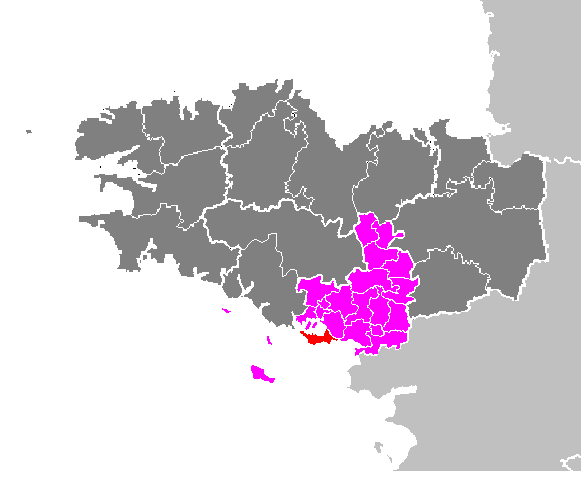
Situació del cantó

## Composició
El cantó aplega 5 comunes :
| Nom francès           | Nom bretó    | Població | km²    | Codi Postal | Codi INSEE |
| Arzon                 | Arzhon-Rewiz | 2.056    | 8,93   | 56640       | 56005      |
| Le Tour-du-Parc       | Tro-Park     | 741      | 9,30   | 56370       | 56252      |
| Saint-Armel           | Sant-Armael  | 707      | 7,95   | 56450       | 56205      |
| Saint-Gildas-de-Rhuys | Lokentaz     | 1.436    | 15,28  | 56730       | 56214      |
| Sarzeau               | Sarzhav      | 6.143    | 60,23  | 56370       | 56240      |
| Cantó                 | Sarzhav      | 11.083   | 101,69 | -           | 5635       |

## Evolució demogràfica
| 1962  | 1968  | 1975  | 1982  | 1990  | 1999   |
| ----- | ----- | ----- | ----- | ----- | ------ |
| 6.815 | 6.667 | 7.272 | 7.988 | 9.200 | 11.083 |

## Història
| Data d'elecció                           | Identitat         | Partit        | Qualitat |
| ---------------------------------------- | ----------------- | ------------- | -------- |
| 1953-1998                                | Raymond Marcellin | Divers droite |          |
| 1998-2004                                | Henri Bénéat      | Divers droite |          |
| 2004-                                    | Yves Borius       | Divers droite |          |
| les dades anteriors no són pas conegudes |                   |               |          |
|                                          |                   |               |          |